# Sur les marches d'un trône
Pour les articles homonymes, voir Trône (homonymie).
Pour plus de détails, voir Fiche technique et Distribution.

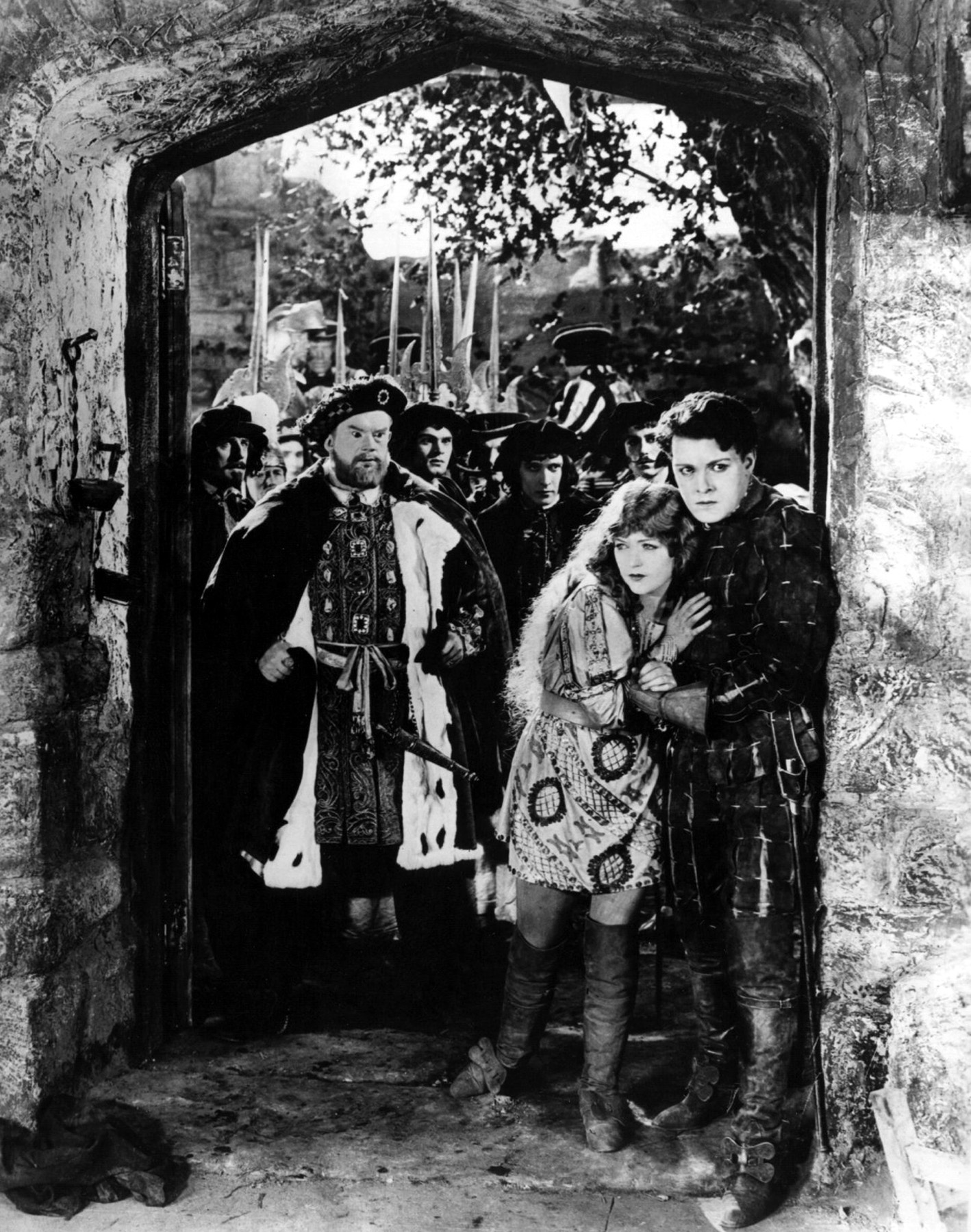
Lyn Harding (Henry VIII), Marion Davies (Mary Tudor) & Forrest Stanley (Charles Brandon)

Sur les marches d'un trône (When Knighthood Was in Flower, également connu en France sous le titre Au temps de la chevalerie), est un film américain réalisé par Robert G. Vignola, sorti en 1922. 

## Synopsis
Mary Tudor est forcée par son frère le roi Henri VIII d'épouser Louis XII dans le cadre d'un accord de paix mais elle tombe amoureuse de Charles Brandon. Mary s'enfuit avec lui, mais les deux amants sont capturés. Brandon est accusé de meurtre et Mary accepte d'épouser Louis XII si sa vie est épargnée. Brandon est exilé tandis que le nouveau mari de Mary, âgé et malade, meurt peu après le mariage. Après une tentative de François Ier d'épouser Marie, elle finit par épouser finalement Brandon.

## Fiche technique
- Titre original : When Knighthood Was in Flower
- Titre français : Sur les marches d'un trône ou Au temps de la chevalerie
- Réalisation : Robert G. Vignola
- Scénario : William LeBaron d'après un roman de Charles Major
- Adaptation : Luther Reed
- Producteur : William Randolph Hearst
- Société de production : Cosmopolitan Productions
- Société de distribution : Paramount Pictures
- Musique : William Frederick Peters
- Photographie : Ira H. Morgan et Harold Wenstrom
- Direction artistique : Joseph Urban
- Costumes : Gretl Urban Thurlow
- Pays de production : États-Unis
- Format : Noir et blanc - 35 mm - 1,37:1 - film muet
- Genre : Historique et drame
- Durée : 134 minutes
- Date de sortie :
  - États-Unis : 15 septembre 1922

## Distribution
- Marion Davies : Mary Tudor
- Forrest Stanley : Charles Brandon
- Lyn Harding : Henry VIII
- Teresa Maxwell-Conover : Reine Catherine
- Pedro de Cordoba : Duc de Buckingham
- Ruth Shepley : Lady Jane Bolingbroke
- Ernest Glendinning : Sir Edwin Caskoden
- Arthur Forrest : Cardinal Wolsey
- Johnny Dooley : Will Sommers
- William Kent : Le tailleur du roi
- Charles K. Gerrard : Sir Adam Judson
- Arthur Donaldson : Sir Henry Brandon
- Downing Clarke : Lord Chamberlain
- William Norris : Louis XII
- Macey Harlam : Duc de Longueville
- William Powell : Francis I
- Gustav von Seyffertitz : Grammont
- Paul Panzer : Capitaine de la Garde

## Production
Avec un budget estimé à 1,5 million de dollars, il est considéré comme le film le plus cher jamais réalisé à l'epoque.